# Stenolophus teutonus
Stenolophus teutonus é uma espécie de insetos coleópteros pertencente à família Carabidae.
A autoridade científica da espécie é Schrank, tendo sido descrita no ano de 1781.
Trata-se de uma espécie presente no território português.